# Pollicobius
Pollicobius is een geslacht van kevers uit de familie van de loopkevers (Carabidae). De wetenschappelijke naam van het geslacht is voor het eerst geldig gepubliceerd in 1939 door Vinson.

## Soorten
Het geslacht Pollicobius is monotypisch en omvat slechts de volgende soort:
- Pollicobius raymondi Vinson, 1939